# Escola Secundária Alfredo dos Reis Silveira
A Escola Secundária Alfredo dos Reis Silveira é uma escola secundária, pública, situada na localidade de Cavadas, freguesia de Arrentela, concelho do Seixal, distrito de Setúbal e na área da Grande Lisboa. Nesta escola pode-se frequentar do 7º ao 12º anos. A escola tem atualmente mais de 1200 alunos.

## História
Anteriormente o terreno onde agora é a ESARS, era ocupado por uma quinta cujo dono vivia no Porto, então era o seu irmão que tomava conta da propriedade, o Francelino. Então os produtos agrícolas eram vendidos no mercado de Almada e levados até lá de carroça.
A escola foi construída no ano de 1988 pela Portaria nº 136/88 que foi publicada no Diário da República nº 49 de 29 de fevereiro de 1988, com o nome de Escola Secundária nº2 do Seixal. Nessa altura a escola apenas funcionava em 2 pavilhões e tinha 672 alunos em 24 turmas, todos do 7º ano.
No ano lectivo de 1996/1997 foi quando adotou o atual nome.

## O Patrono
Alfredo dos Reis Silveira nasceu a 6 de janeiro de 1871, sendo toda a vida construtor naval.
«Natural do Seixal, foi o primeiro presidente republicano da Câmara Municipal do Seixal, cargo ocupado entre 1910-1917 e 1922-1923.
Casado com Virgínia Maria, foi pai de doze filhos, tendo como subsistência a construção naval e propriedades. Durante a monarquia, foi vereador e vice-presidente da câmara municipal, representante do município na Junta das Côngruas das Paróquias do Concelho e presidente da Comissão Municipal Republicana em 1909. Pertenceu ao Partido Monárquico Progressista, aderindo à república ainda durante a monarquia.
Após a implantação da república, ocupa também o cargo de Presidente do Senado em 1924, Procurador à Junta Geral do Distrito de Lisboa, administrador do concelho, maçon, membro da Carbonária, juiz substituto da comarca do Seixal, membro da delegação da Cruz Vermelha Portuguesa e da Associação de Beneficência Escolar do Seixal, presidente da Associação Comercial e Industrial do Seixal e vice-presidente da Sociedade Filarmónica União Seixalense.
Pertenceu ainda à comissão que realizou a primeira «Festa da Árvore» no Seixal e no país, em 1907. Hoje, a antiga Escola Secundária nº2 do Seixal tem-no como patrono.»
Morreu a 8 de novembro de 1935.

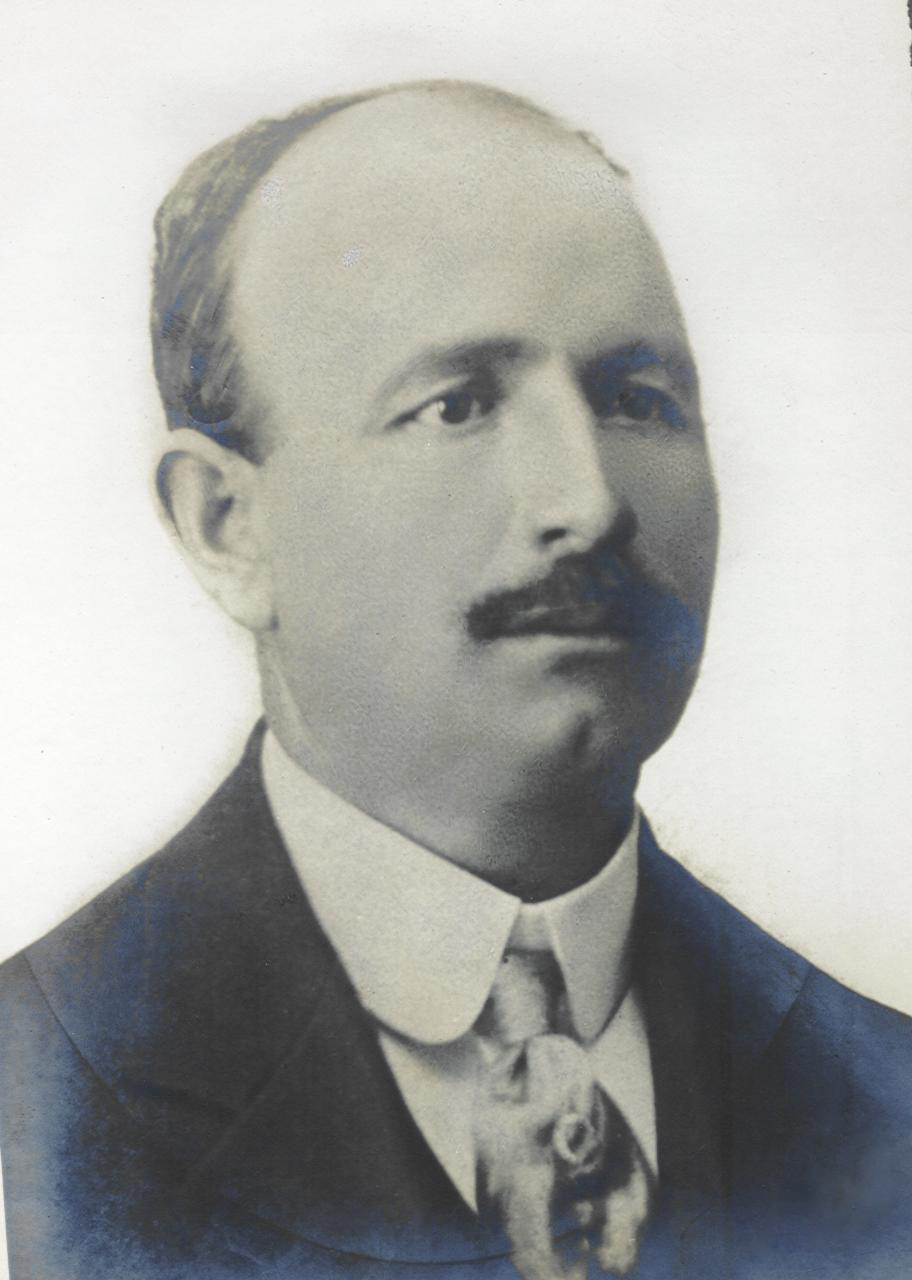
Alfredo dos Reis Silveira.

## Estrutura e Organização

### Conselho Executivo
Diretora - Maria dos Anjos Brito, funções:
- Presidente do Conselho Administrativo
- Presidente de Conselho Pedagógico
- Alunos (Associação de Estudantes e Processos Disciplinares)
- Associação de Pais
- Conselho Geral
- Exames
- Pessoal docente
- Pessoal não docente (Administrativo, Psicólogas)

Vice-Presidente - Carlos Abrunhosa, funções:
- Substitui a Diretora nas suas ausências ou impedimentos
- Alunos do 3º Ciclo
- Diretores de Turma
- Pessoal não docente (Auxiliares de Ação Educativa)
- Segurança
- Visitas de Estudo

Vice-Presidente
funções
- Vice-Presidente do Conselho Administrativo
- Acção Social Escolar
- Gestão do Bufete, Refeitório e Papelaria
- Cursos Educação e Formação
- Cursos Tecnológicos

Assessor
funções:
- Coordena toda a gestão da rede informática da escola
- Alunos do Secundário
- Obras, Instalações e Equipamentos
- Apoia a gestão do Bufete, Refeitório e Papelaria
- Apoia a gestão informática das actividades do C.E. e dos Serviços Administrativos
- Apoia a Vice-Presidente na área de Pessoal não docente (AAE)

Assessora
funções:
- Alunos com Necessidades Educativas Especiais
- Plano Anual de Actividades
- Apoios Educativos
- Sala de Estudo
- Actividades de Enriquecimento Curricular

### Conselho Pedagógico
- Presidente do Conselho Executivo - Maria Paula Neves

- Departamento de Matemática e Informática - Maria Helena Buinho

- Departamento de Ciências Físicas e Naturais - Carlos Gomes

- Departamento de Artes e Expressões - João Casaca

- Departamento de Ciências Económico-Sociais - Arlete Dias

- Departamento de Ciências Humanas - Joaquina Duarte

- Departamento de Línguas e Culturas Germânicas - Fátima Batista

- Departamento de Línguas e Culturas Portuguesa e Francesa - Gilda Silva

- Departamento de Educação Física e Desporto - Livio Semedo

- Coordenador dos Directores de Turma do 3ºCiclo - Leonor Mourato

- Coordenador dos Directores de Turma do Secundário - Lurdes Santos (Presidente)

- Representante das Actividades de Complemento Curricular - Ana Paula Rodrigues

- Representante do Serviço de Psicologia e Orientação - SPO - Ana Margarida Branco

- Representante do Pessoal Não Docente - não disponível

- Representante de Pais e Encarregados de Educação - não disponível

- Representantes dos alunos do 10º, 11º e 12ºanos -  Filipe Garcia (11ºH1) e Ana Filipa Fernandes (11ºH1)

## Instalações e Serviços
A escola tem actualmente 6 pavilhões com salas de aula normais, de ciências, físico-químicas e de informática. A escola também dispõe de um Refeitório, um pavilhão Gimnodesportivo, um campo de jogos de areia e um outro campo de relvado sintético para a prática de futebol society com balneários respectivos. Também se pode encontrar um Centro de Recursos Educativo, uma papelaria, reprografia e o Bar do Aluno. Também há uma secretaria e o próprio concelho executivo para atender os alunos. A escola também disponibiliza os mais variados serviços, tais como: E-Learning (Moodle), diversos impressos, consultar horários e turmas, ver o calendário escolar, notícias e também o Kiosk (onde se pode consultar as faltas, saldo do cartão de estudante e marcar refeições no refeitório).

## Cursos
Podem se fazer nesta escola cursos Científico-humanísticos, Cursos Tecnológicos, Cursos Profissionais e Cursos de Educação e Formação dando todos eles equivalência ao 12º ano quando completados e a possível progressão para o Ensino Superior

### Científico-humanísticos
- Ciências e Tecnologias
- Ciências Socioeconómicas
- Línguas e Humanidades

### Cursos Tecnológicos
- Informática
- Admninistração
- Acção Social

### Cursos Profissionais
- Técnico de Análise laboratorial
- Técnico de Gestão
- Apoio Psicossocial
- Técnico de Gestão de equipamentos informáticos

### Cursos de Educação e Formação
- Acompanhante de Crianças
- Operador de Informática
- Análise Laboratorial

## Actividades de Enriquecimento Curricular
- CRE-Centro de Recursos Educativos: um espaço agradável e útil onde se desenvolvam competências de pesquisa e tratamento da informação, onde se estimule o pensamento crítico e a autonomia dos alunos
- Oficinas de Formação: visa promover a utilização criativa e formativa dos tempos livres dos alunos através da organização de oficinas dinamizadas por alunos-monitores
- Oficina de Fotografia e Astronomia: Espaço de aprendizagem em formação na área da astronomia e da fotografia
- Clube de Ambiente: pretende promover a Educação ambiental e, ao mesmo tempo, intervir na recuperação de algumas áreas do espaço exterior ainda não intervencionadas
- Clube dos Poetas Vivos: motivar os alunos para a leitura e escrita através da ilustração de textos preferencialmente narrativos